# Bjarne Riis
Pour les articles homonymes, voir Riis.
Bjarne Riis, né le 3 avril 1964 à Herning (Jutland-Central), est un coureur cycliste danois, professionnel de 1986 à 1999, puis directeur d'équipe. 
Surnommé l'aigle de Herning (Ørnen fra Herning) et « Monsieur 60 % » (en référence à son hématocrite supposé), il remporte le Tour de France 1996 grâce à ses victoires à Sestrières et Hautacam. En 2007, il avoue s'être dopé à l'EPO durant sa carrière, y compris lors de sa victoire sur le Tour de France. De 2000 à 2015, il dirige l'équipe cycliste nommée successivement CSC, Saxo Bank, Tinkoff-Saxo. Entre janvier et novembre 2020, il occupe le même poste au sein de la formation NTT.

## Biographie

### Coureur professionnel
À ses débuts, Bjarne Riis court pour le club de sa ville natale, Herning. En 1984, à 20 ans, il livre une prestation remarquée dans la Flèche du Sud, course à étapes pour amateurs organisée au Grand-Duché de Luxembourg, dans laquelle il remporte deux étapes sur cinq et finit deuxième au général avec le titre de meilleur grimpeur.
Recruté et soutenu par la suite par le découvreur de talents Marcel Gilles, Bjarne Riis court la saison 1985 pour le club luxembourgeois ACC Contern, tout comme ses compatriotes Per Pedersen et Jesper Skibby. Le jeune Danois remporte cette année-là seize épreuves, ce qui lui permet de faire l'année suivante, en 1986, ses débuts professionnels auprès de l'équipe belge Roland, avec un salaire de 4 000 francs par mois. Par l'intermédiaire de Kim Andersen, Bjarne Riis sera embauché par l'équipe Toshiba en 1988.
Non retenu par l'équipe Toshiba après 1988, il réussit à se faire embaucher par l'équipe Super U de Laurent Fignon pour l'année suivante. Il remporte alors une étape du Tour d'Italie 1989. Après avoir été équipier, il devient un des leaders de la formation Ariostea en 1993. Il remporte cette année-là une étape du Tour d'Italie et une étape du Tour de France à Châlons-sur-Marne (devenue Châlons-en-Champagne) puis il termine 5e au classement général final.
Passé dans l'équipe Gewiss en 1994, il remporte la 13e étape du Tour de France à Albi. 
L'année suivante, il endosse le rôle de coéquipier pour son leader, le Russe Evgueni Berzin, toujours à la Gewiss. Il contribue notamment à la victoire de son équipe lors de la 3e étape, un contre-la-montre par équipes, entre Mayenne et Alençon. Il termine 3e de ce Tour de France. Pour la première fois, un coureur danois accède au podium de la Grande Boucle.

### Un Danois sur le toit du Tour
Champion du Danemark sur route et de contre-la-montre, Riis est l'un des favoris du Tour de France 1996, aux côtés de Miguel Indurain, susceptible de remporter un sixième Tour et d'établir le record de victoires, des deux coureurs de la Mapei le Suisse Tony Rominger et le champion du monde espagnol Abraham Olano, de Evgueni Berzin pour la Gewiss (son ancienne équipe), de Ivan Gotti, cinquième du Tour 1995, et du tandem de la Once, Jalabert-Zülle. Dans sa nouvelle équipe dirigée par Walter Godefroot, la Deutsche Telekom, son épanouissement constitue l'événement cycliste de l'année. Il devient un leader agressif, n'ayant pas peur d'attaquer, au risque de tout perdre. Il confirme son statut de favori en prenant une excellente sixième place au prologue de Bois-le-Duc, à onze secondes de Zülle et juste devant Indurain. Durant une première semaine pluvieuse marquée également par les bordures, Riis parvient à rester dans les premières places du classement général. Lors de la première étape alpestre, il ne perd que 4 secondes sur quelques outsiders tel que Virenque, Dufaux ou Luttenberger mais reprend plus de 3 minutes à Indurain, victime d'une défaillance.  
Le lendemain, il termine second du contre-la-montre de Val-d'Isère derrière le maillot jaune Berzin. Il occupe la seconde place du classement général, à 43 secondes de son ex-coéquipier. Le 8 juillet, la direction du Tour, par mesure de sécurité, décide de neutraliser la première partie de l'étape, notamment l'ascension de l'Iseran et du Galibier. Riis engage les hostilités dès le bas du col de Montgenèvre et demeure hors de portée de ses poursuivants, bien que son avance ne dépasse pas les 50 secondes. L’ascension de Sestrières confirme qu'il est bien le plus fort de ce Tour. Il prend le maillot jaune à Berzin et le relègue à 40 secondes. Rominger, troisième du classement général, est à 53 secondes alors que Miguel Indurain est relégué à la huitième place et à quatre minutes et demie du leader. Riis garde cette avance jusqu'à l'étape de Superbesse, dans le Massif central, où certains favoris perdent encore du terrain sur lui, contrairement au duo français Leblanc-Virenque qui reprend du temps. 
Lors de l'ascension finale de la seizième étape, à Hautacam, à 7 kilomètres du sommet, alors que le peloton n'est plus qu'un petit groupe à la limite de la rupture, Riis se laisse déborder et se retrouve à l'arrière du groupe. Il remonte ensuite tous ses adversaires, y compris son coéquipier Ullrich qui menait le groupe, afin d'accélérer. Sa première accélération a comme principale victime le Russe Berzin. La seconde est la bonne, personne ne peut prendre sa roue. Il creuse un écart de 46 secondes sur le tandem de la Festina Dufaux-Virenque, de 2 min 28 s sur le quintuple vainqueur du Tour Miguel Indurain, de 1 min 33 s sur son coéquipier Ullrich et le Suisse Rominger. Il est le premier maillot jaune vainqueur d'une étape en ligne depuis Laurent Fignon en 1989. Le lendemain, une échappée qui comprend 8 coureurs, dont Riis, part à l'attaque dans le col du Soudet. Elle arrive sur la ligne d'arrivée avec 8 minutes d'avance sur Olano et Rominger, 2e et 3e du classement général au départ de l'étape, et Indurain. Second de l'étape, derrière le Suisse Dufaux, Riis prend 20 secondes à ses six autres compagnons. Les huit échappés du jour seront les huit premiers au classement général. Riis assure ici sa victoire sur le Tour, son dauphin étant Ullrich, son coéquipier, relégué à quatre minutes. Le podium est complété par Virenque, talonné lui aussi par son lieutenant Dufaux. Lors du contre-la-montre entre Bordeaux et Saint-Emilion, la veille de l'arrivée à Paris, Riis passe près de la correction. Jan Ullrich remporte l'étape et lui reprend 2 min 18 s. Malgré sa quatrième place de l'étape, Riis conserve une avance de 1 min 41 s sur celui-ci, et de deux minutes et demie sur Virenque. Riis remporte le Tour de France 1996, et c'est une première pour le cyclisme danois et scandinave.
L'année suivante, il remporte l'Amstel Gold Race et ne termine que 7e du Tour de France où il est au service de Jan Ullrich. Il termine encore 11e du Tour de France 1998 : à la suite de l'affaire Festina, Bjarne Riis joue le rôle de médiateur entre le peloton et le directeur du Tour Jean-Marie Leblanc, en incitant ses collègues révoltés à remonter sur le vélo. Une chute au Tour de Suisse 1999 le pousse à mettre fin à sa carrière de coureur.

### Manager d'équipe
Après sa retraite de coureur, Bjarne Riis reste dans le cyclisme. Il est dès le début l'une des personnes derrière l'équipe cycliste danoise, Jack & Jones, qui devient la première équipe danoise à disputer le Tour de France en 2000. Après des allégations de dopage et la suspension du coureur de Home-Jack & Jones Marc Streel en 1999, Home arrête son parrainage. Bjarne Riis rachète la majorité de l'équipe par le biais de sa société Professional Cycling Denmark (PCD) et devient le propriétaire de l'équipe. En 2001, celle-ci change de sponsor avec les arrivées de CSC/World Online, puis CSC/Tiscali. Lors des saisons 2003 à 2007, la société informatique américaine CSC est le seul sponsor du Team CSC. Au cours de la saison 2008, CSC partage le parrainage avec la banque danoise Saxo Bank qui, à partir de la saison 2009 reste le seul sponsor de l'équipe. Celle-ci prend ensuite pris le nom de Team Saxo Bank Sungard, puis, le nom de Team Saxo Bank-Tinkoff Bank. Riis renomme PCD en Riis Cycling A/S en 2003. Avant la saison 2005, l'équipe CSC connait des problèmes financiers et certains des coureurs sont invités à réduire leurs salaires. Riis utilise son propre argent pour faire fonctionner l'équipe tout au long de ses premières années en tant que chef d'équipe, une dépense qu'il a promis plus tard de ne jamais répéter après la signature d'un nouveau contrat de sponsor lors du Tour de France 2005.
Alors qu'il est manager de l'équipe, plusieurs de ses coureurs sont impliqués dans des cas de dopage. Dans son livre The Secret Race, Tyler Hamilton décrit comment Riis a activement encouragé l'utilisation du dopage à l'époque de l'équipe CSC. De même, Ivan Basso, candidat au classement général du Tour de France 2006, est retiré de l'équipe avant le début du Tour selon les règles de l'UCI ProTour en raison de sa possible implication dans l'affaire Puerto, une implication confirmée par Basso lui-même en avril 2007. Le contrat de Basso avec l'équipe CSC a depuis pris fin.

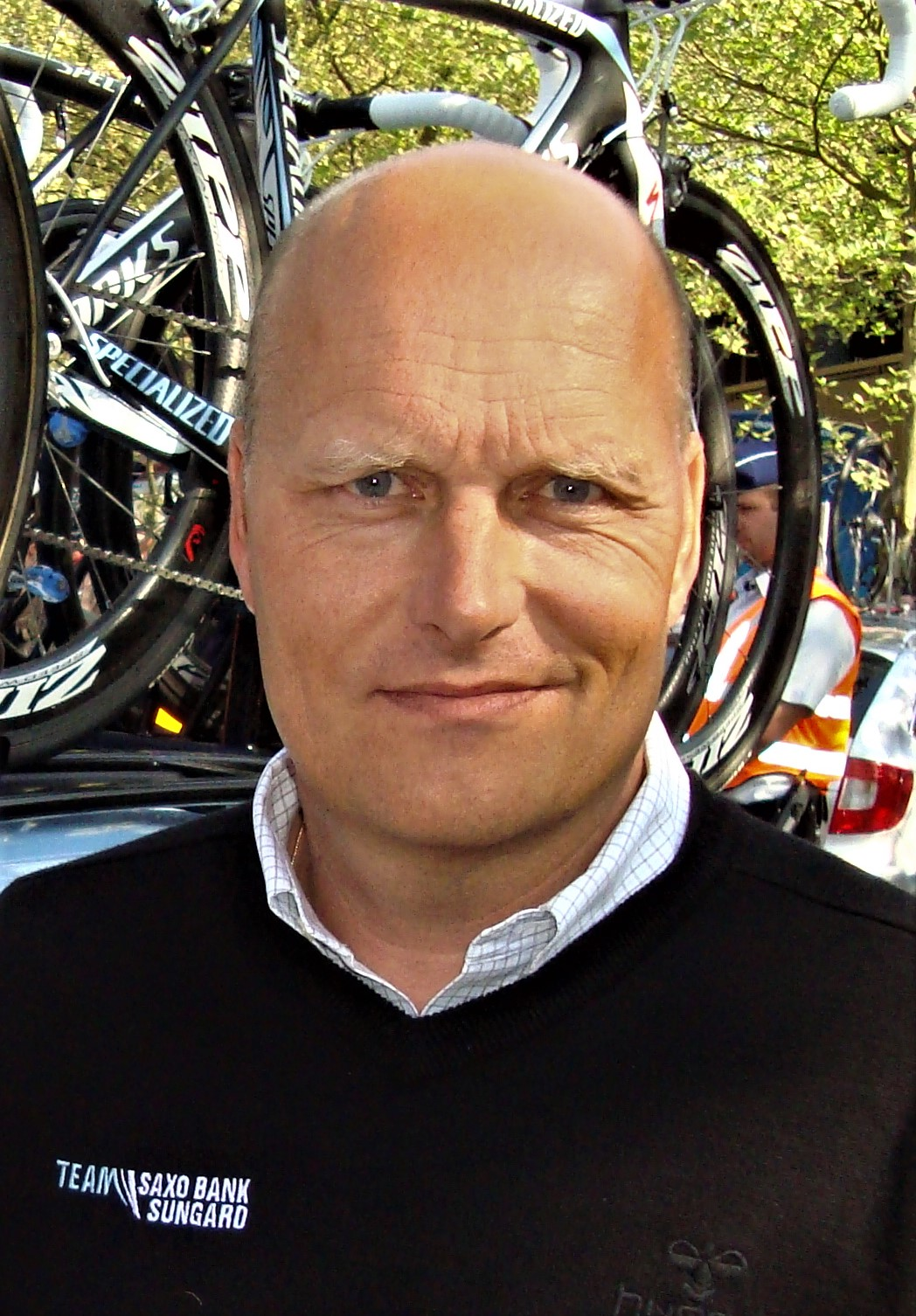
Bjarne Riis en 2011, directeur d'équipe Saxo Bank.

En tant que manager, il a remporté plusieurs grands tours : le Tour d'Italie 2006 avec Ivan Basso, les Tours de France 2008 et 2010 avec respectivement Carlos Sastre et Andy Schleck, ainsi que les Tours d'Espagne 2012 et 2014 avec Alberto Contador.
En décembre 2013, il est confirmé que le sponsor de l'équipe, le milliardaire Oleg Tinkov, a racheté l'équipe de Riis, pour un montant d'environ 6 millions d'euros. Riis continue de diriger l'équipe avec un contrat d'un million d'euros par an, pendant trois ans. 
En mars 2015, il est confirmé que Riis est suspendu de son poste en raison des différends qui existent entre celui-ci et Tinkov. La principale raison est un début de saison décevant pour l'équipe (seulement deux victoires). Le 29 mars, il est annoncé que Riis a été libéré par l'équipe. Les médias ont rapporté la "relation tumultueuse" et la "différence de caractère" entre Riis et Tinkov comme raison du départ de Riis,. 
En 2016, Bjarne Riis et Lars Seier Christensen (da), cofondateur de Saxo Bank, fondent la société Riis Seier Denmark, qui devient sponsor principal de l'équipe continentale (troisième division) Trefor. Celle-ci est alors renommée Virtu-Veloconcept. En fin d'année, Riis Seier Denmark devient propriétaire des équipes masculine et féminine Virtu-Veloconcept. Le but est de faire de l'équipe masculine une équipe de développement pour une future équipe World Tour danoise. En début de saison 2017, les équipes sont renommées Veloconcept. 
En septembre 2017, l'homme d'affaires Jan Bech Andersen, propriétaire du club de football Brøndby IF, achète un tiers des actions de la société Riis Seier Denmark. Celle-ci est renommée Virtu Cycling Group, et Bjarne Riis et Lars Seiers en détiennent désormais chacun un tiers des parts également. Comme les autres projets de l'entreprise, l'équipe cycliste est immédiatement renommée Virtu Cycling. 
En juillet 2018, elle est renommée Team Waoo, jusqu'à sa dissolution en octobre 2019.
En 2020, il devient manager de l'équipe sud-africaine NTT Pro Cycling (anciennement Team Dimension Data), ce qui marque son retour sur le circuit World Tour,. Il devait acheter une participation d'un tiers dans les parts de l'équipe avec ses partenaires commerciaux Jan Bech Andersen et Lars Seier Christensen, mais cela n'a pas eu lieu et Riis a finalement quitté l'équipe en novembre 2020,.

### Bjarne Riis et le dopage
Au cours de sa victoire dans le Tour de France 1996, Bjarne Riis avait hérité d'une réputation équivoque en matière de dopage. En témoigne le surnom de « Monsieur 60 % » dont il avait alors été affublé en raison de son hématocrite supposé. 
Le 25 mai 2007, il reconnaît s'être dopé à l'EPO pendant sa carrière sportive et notamment pendant le Tour de France 1996 qu'il avait remporté. Quelques jours plus tard, le 7 juin 2007, son nom est rayé du palmarès du Tour de France par les organisateurs, aucun vainqueur n'est alors mentionné pour cette année 1996 dans la documentation officielle du Tour de France pendant que se déroule l’édition 2007. Les faits étant prescrits, il est finalement réintégré au palmarès par les organisateurs le 4 juillet 2008, veille du départ du Tour de France 2008, avec une mention de ses aveux.
En réalité, l’organisation du Tour de France n'étant pas maîtresse du palmarès, l’UCI a refusé ce retrait du palmarès puisque seule une infraction enregistrée par l’instance internationale aurait pu rendre ce déclassement officiel. Toutefois, dès les aveux de Riis, l’UCI demande (demande non contraignante) à Riis de rendre ses maillots jaunes mais elle annonce aussi que, les faits étant prescrits (8 ans à l’époque), les aveux de Bjarne Riis seront sans incidence sur le classement de 1996. « La mesure [de rayer le nom du palmarès] revêt un caractère symbolique, dans la mesure où, réglementairement, les faits sont prescrits, a souligné l’organisation de l’épreuve [du Tour de France]. » « Les organisateurs du Tour de France ont rayé Riis de la liste de leur palmarès en 2007 après qu’il eut avoué son dopage à l’époque de sa victoire en 1996, avant de le faire figurer de nouveau, les faits étant prescrits. »

### Vie privée
Bjarne Riis est marié avec Anne Dorthe Tanderup, ancienne joueuse danoise de handball.

## Palmarès

### Palmarès amateur
- 1981
  -  Champion du Danemark par équipes juniors
  - 2e du championnat des Pays nordiques du contre-la-montre par équipes juniors
  - 6e du championnat du monde du contre-la-montre par équipes juniors

- 1982
  - Champion des Pays nordiques du contre-la-montre par équipes
  -  Champion du Danemark du contre-la-montre par équipes juniors

- 1983
  -  Champion du Danemark du contre-la-montre par équipes

- 1984
  - 1re et 2e étapes de la Flèche du Sud
  - 2e de la Flèche du Sud

- 1985
  -  Champion du Danemark du contre-la-montre par équipes
  - Tour de la province de Liège
  - Tour du Haut-Languedoc
  - Grand Prix Henri Kellen
  - Drielandenomloop
  - Grand Prix des Artisans de Manternach

### Palmarès professionnel
| - 1987 - 3e du Tour de l'Est de la Belgique - 1988 - 2e du championnat du Danemark sur route - 1989 - 9e étape du Tour d'Italie - 2e étape du Tour de France (contre-la-montre par équipes) - 2e étape du Tour de la Communauté européenne - 2e du Grand Prix de la Libération (contre-la-montre par équipes) - 1990 - 7e et 9e étapes du Tour de la Communauté européenne - 1991 - 6e du championnat du monde sur route - 1992 - Champion du Danemark sur route - 1993 - 7e étape du Tour d'Italie - 7e étape du Tour de France - 5e du Tour de France - 9e du championnat du monde sur route - 1994 - 13e étape du Tour de France - 2e du Grand Prix de l'industrie et de l'artisanat de Larciano - 2e du Mémorial Joseph Vögli - 3e des Six Jours de Copenhague (avec Urs Freuler) - 5e du Championnat de Zurich - 7e du Tour de Lombardie - 9e du championnat du monde sur route - 1995 - Champion du Danemark sur route - 3e étape du Tour de France (contre-la-montre par équipes) - Tour du Danemark : - Classement général - 3eb étape (contre-la-montre) - 2e des Six Jours de Herning (avec Urs Freuler) - 3e du Tour de France | - 1996 - Champion du Danemark sur route - Champion du Danemark du contre-la-montre - Tour de France : - Classement général - 9e et 16e étapes - Coppa Sabatini - Six Jours de Herning (avec Silvio Martinello) - 2e du Grand Prix des Nations - 3e du Grand Prix du canton d'Argovie - 3e du Tour du Danemark - 3e du GP Telekom (avec Jan Ullrich) - 3e du Tour d'Émilie - 10e du championnat du monde sur route - 1997 - Amstel Gold Race - Grand Prix Aarhus - Grand Prix Midtbank - 4ea étape du Grand Prix Guillaume Tell - 2e du Grand Prix de Francfort - 2e du championnat du Danemark du contre-la-montre - 2e des Six Jours de Munich (avec Silvio Martinello) - 3e des Six Jours de Herning (avec Silvio Martinello) - 7e du Tour de France - 1998 - Champion du Danemark du contre-la-montre par équipes - Grand Prix Midtbank - 5e étape de la Bicyclette basque |  |

## Résultats sur les grands tours

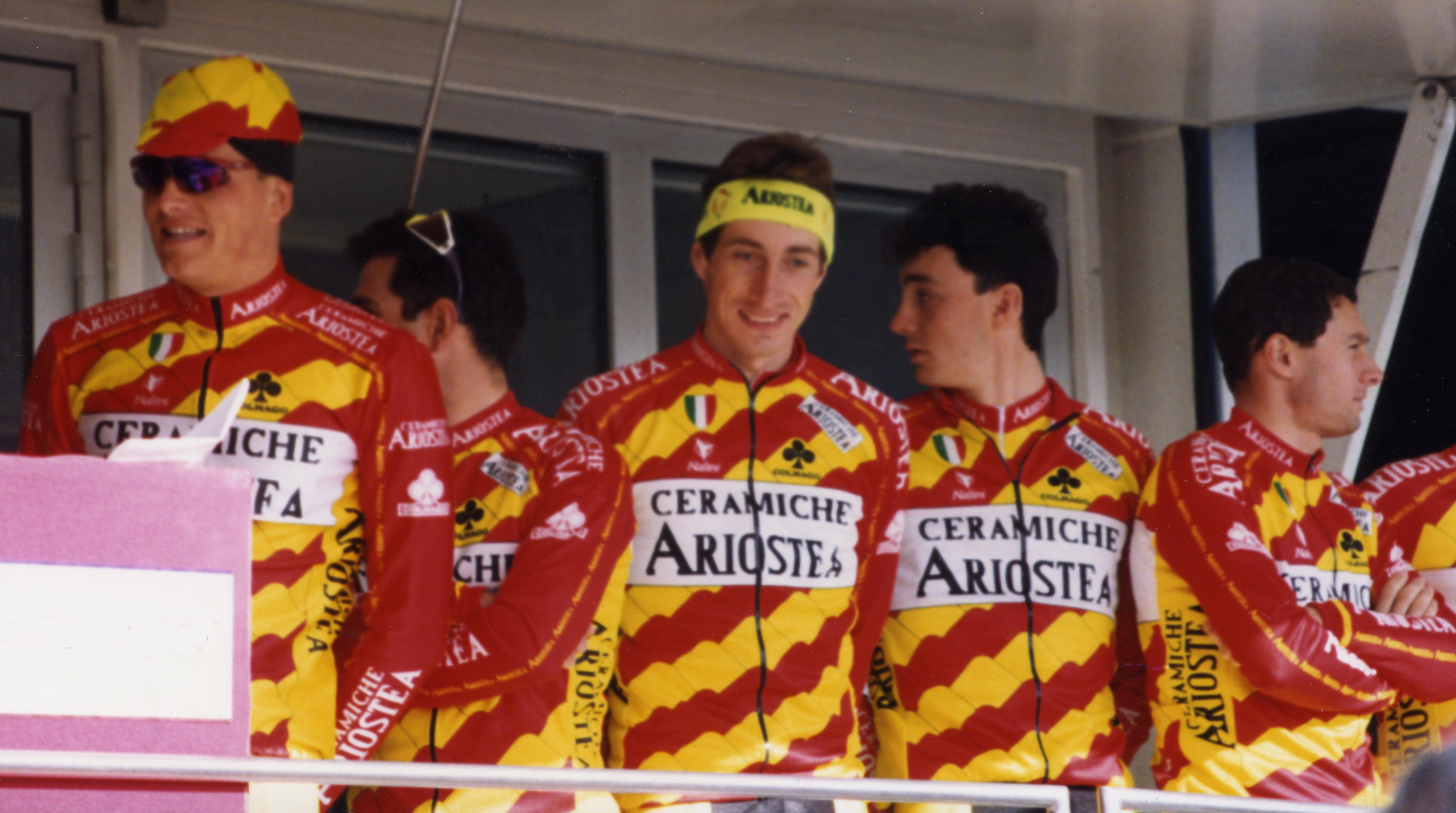
Bjarne Riis à gauche lors du Paris-Nice 1993.

### Tour de France
9 participations :
- 1989 : 95e, vainqueur de la 2e étape (contre-la-montre par équipes)
- 1990 : non-partant (17e étape)
- 1991 : 107e
- 1993 : 5e, vainqueur de la 7e étape
- 1994 : 14e, vainqueur de la 13e étape
- 1995 : 3e, vainqueur de la 3e étape (contre-la-montre par équipes),  maillot jaune pendant 1 jour
- 1996 :  Vainqueur du classement général, vainqueur des 9e et 16e étapes,  maillot jaune pendant 13 jours
- 1997 : 7e
- 1998 : 11e

### Tour d'Italie
7 participations :
- 1988 : hors délais (12e étape)
- 1989 : 86e, vainqueur de la 9e étape
- 1990 : 100e
- 1991 : 43e
- 1992 : 101e
- 1993 : non-partant (19e étape), vainqueur de la 7e étape
- 1994 : 70e

### Tour d'Espagne
2 participations :
- 1987 : abandon (12e étape)
- 1995 : non-partant (10e étape)

## Récompenses
- Cycliste danois de l'année en 1995 et 1996
- Sportif danois de l'année en 1996